# DRAM
DRAM (kratica od eng. Dynamic Random Access Memory) ili dinamički RAM vrsta je poluvodičke memorije kod koje se podaci čuvaju kao električni naboj u kondenzatoru unutar integriranog kruga. Zbog nesavršenosti kondenzatora električni naboj se izbija, pa ga je potrebno periodično osvježavati. Tome služe dodatni sklopovi koji prvo čitaju trenutno stanje, te ga potom obnavljaju. Treba imati u vidu da je čitanje podataka iz DRAM-a destruktivno, tj. kondenzator se pri čitanju prazni te ga je poslije čitanja potrebno ponovo napuniti (ovisno o stanju prije čitanja). Prednost DRAM-a u odnosu na SRAM su male dimenzije kondenzatora u odnosu na dimenzije bistabila, čime je moguće izraditi čipove jednake veličine, a bitno većeg kapaciteta odnosno u znatno manjem obujmu može smjestiti mnogo više memorijskih elemenata. Cijena DRAM je također bitno niža od cijene SRAM-a.